# Simulation de champ électromagnétique

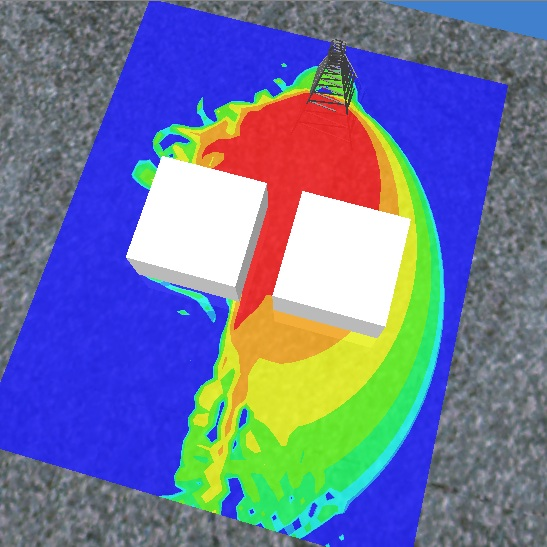
Diffraction d'une onde

La simulation de champ électromagnétique permet de prévoir l’impact sur l'homme ou les machines de l'installation ou de la modification d'émetteurs, mais également ceux engendrés par tel ou tel choix de conception de bâtiments pièces et locaux.
S'appuyant sur de la conception 3D d’environnement et sur des algorithmes de calcul de propagation du champ électromagnétique, la simulation de champ électromagnétique permet de donner les valeurs d'intensité de champ généré par une future installation, ou un futur équipement.
Dans un contexte grandissant d'éco-construction, elle permet aussi l'étude de la construction ou de la rénovation de bâtiment en minimisant son exposition à son environnement électromagnétique déjà existant.

## Différents types de simulation

### Simulation de l’exposition des personnes aux champs électromagnétiques

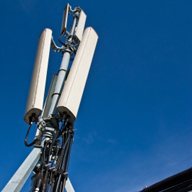
Antennes relais de téléphonie mobile

L’implantation d’un nouvel émetteur d’un réseau public (typiquement une antenne-relais de téléphonie mobile) suscite de plus en plus de réactions et de prises de précaution. La simulation de champ électromagnétique permet :
- De prévoir comment le champ électromagnétique ambiant évoluera en implantant une nouvelle antenne
- De paramétrer l’antenne : direction (azimut), inclinaison (tilt mécanique ou électrique), hauteur, puissance, gain, ouverture horizontale et verticale du faisceau, afin de baisser au maximum l’exposition des personnes vivant ou travaillant à proximité, tout en assurant la bonne continuité du réseau.

Les niveaux limites sont aujourd’hui donnés par le décret no 2002-775 transposant en droit français la recommandation européenne 1999/519/CE 

### Simulation des appareils et CEM

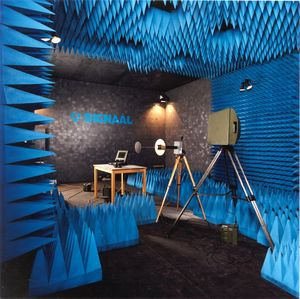
Chambre anéchoïque de mesure CEM

Chaque nouveau matériel électrique et électronique est soumis à la directive européenne 2004/108/CE donnant les règles de fonctionnement de ces nouveaux appareils dans leur nouvel environnement. On appelle cela la compatibilité électromagnétique.
D’une façon simplifiée, la directive déclare que tout nouvel appareil ne doit pas perturber, ni être perturbé par l’environnement dans lequel il va évoluer.
La simulation de champ électromagnétique permet ainsi de prévoir quelle intensité de champ ce dernier émettra et quel sera le champ qu’il subira lorsqu’il sera placé dans son environnement d’utilisation.
La simulation de champ peut ici se complexifier car on peut se retrouver en situation de champ proche suivant les fréquences étudiées. Les logiciels de simulation sont ainsi séparés en deux types, ceux traitant de la CEM et ceux traitant plutôt des problématiques de champ lointain comme EMF VISUAL de la société Satimo , MITHRA-REM , ou CST Micro Wave cette différence se retrouve également sur les types d’algorithme utilisés dans ces deux grandes familles de logiciels, chacun ayant leur domaine de prédilection. La vitesse de calcul et la précision des résultats sont les deux plus grandes données comparatives.

## Techniques de simulation

### Simulation émetteurs publics
Dans le cadre de l’implantation d’un nouvel émetteur de réseau public tel qu’une antenne relais de téléphonie mobile, une simulation de champ peut être réalisée sur une maison ou un immeuble en particulier ou bien sur le quartier tout entier entourant cette nouvelle implantation.
La difficulté majeure de ces études reste la récupération des données exactes des antennes.

### Les étapes d'une simulation
La simulation de champ électromagnétique telle qu’elle est pratiquée aujourd’hui comporte les phases suivantes  :
- Récupération des données techniques des opérateurs de la nouvelle antenne.
- Définition d’un cadre de simulation (bâtiment, quartier, ville )
- Création du dénivelé du terrain sous logiciel de conception 3D
- Création des bâtiments sous logiciel à l’aide des matrices cadastrales et des différentes bases de données sur les constructions.
- Affectation des matériaux à chaque obstacle de propagation du champ (verre, béton, pierre, bois..)
- Création des émetteurs à l’aide de leurs données de paramétrage opérateurs. (puissance, azimut, tilt, gain etc).
- Phase de calculs, soit globaux soit ciblés, de propagation du champ électromagnétique.

La simulation prend ainsi en compte l’environnement au plus juste, reproduisant les dénivelés accidentés et les bâtiments ou éléments urbains pouvant influer la propagation du champ.

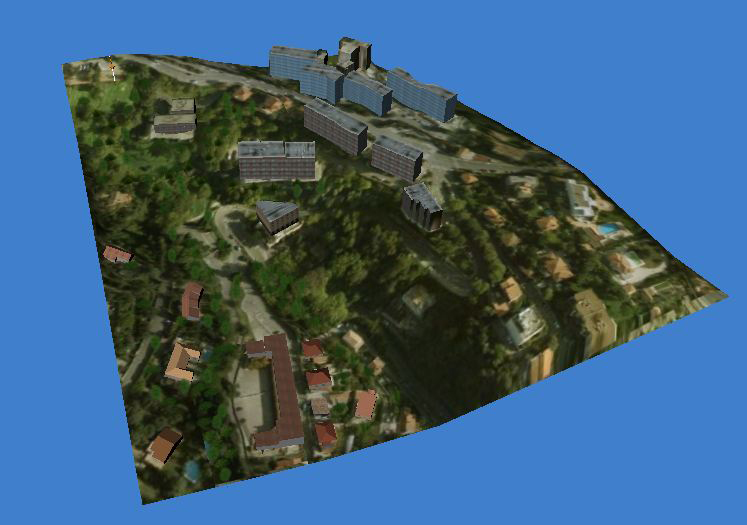
Prise en compte du dénivelé
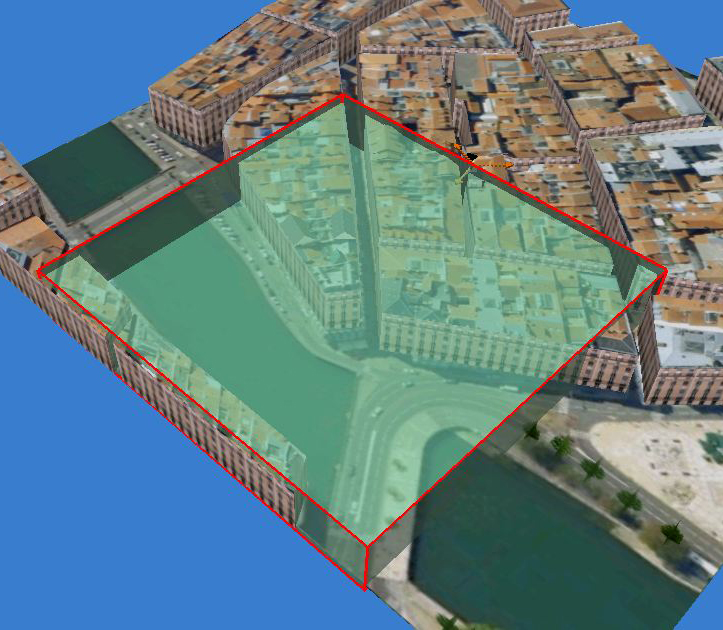
Définition d'un volume de calcul
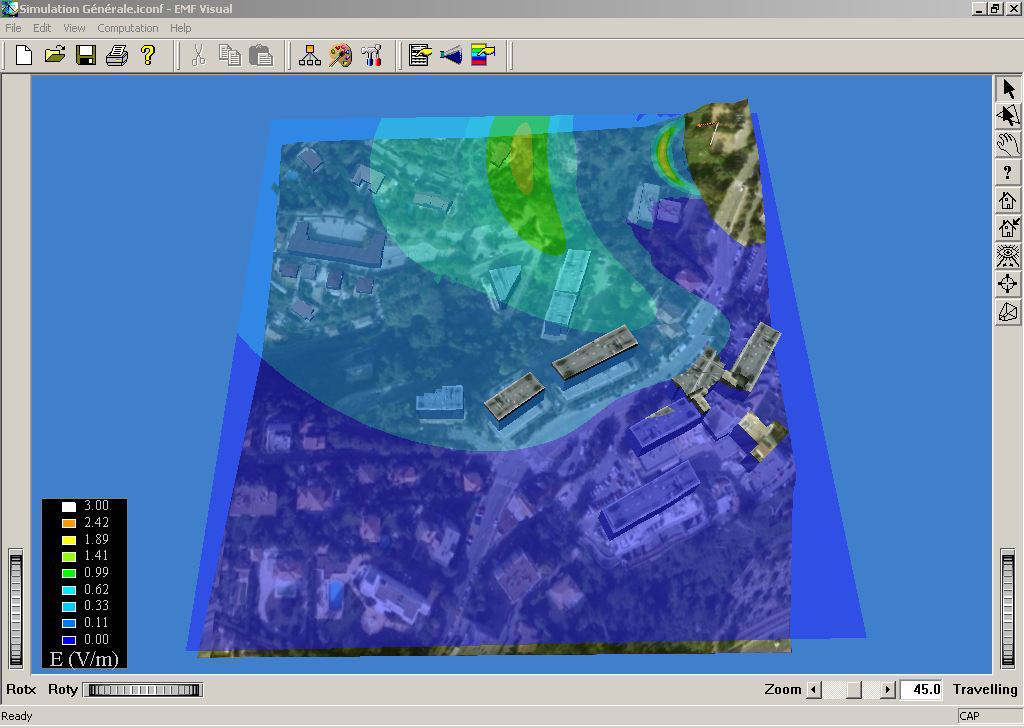
Propagation de champ sur logiciel EMF VISUAL
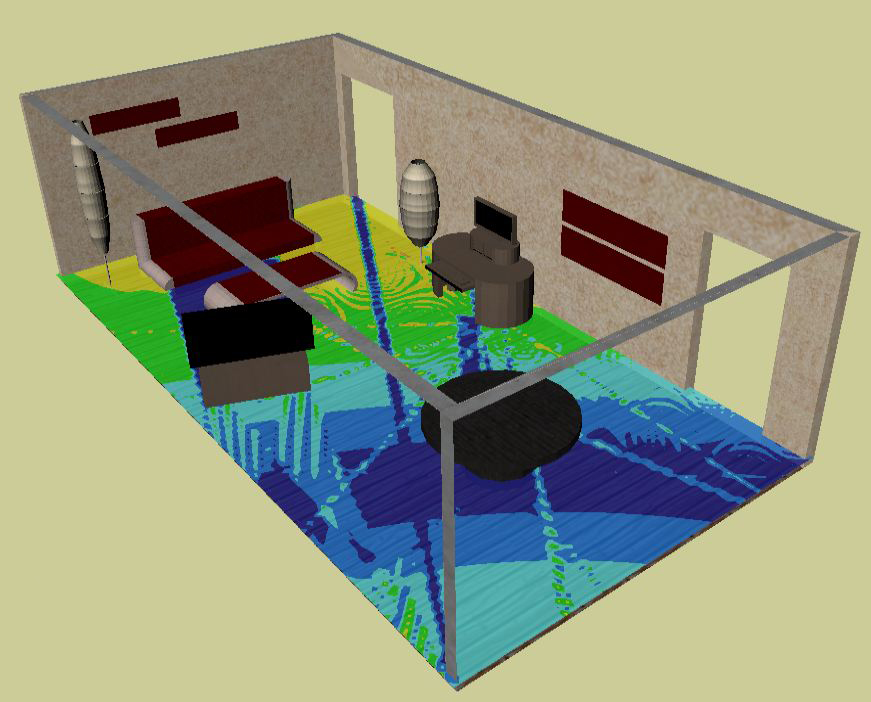
Répartition de champ dans un appartement
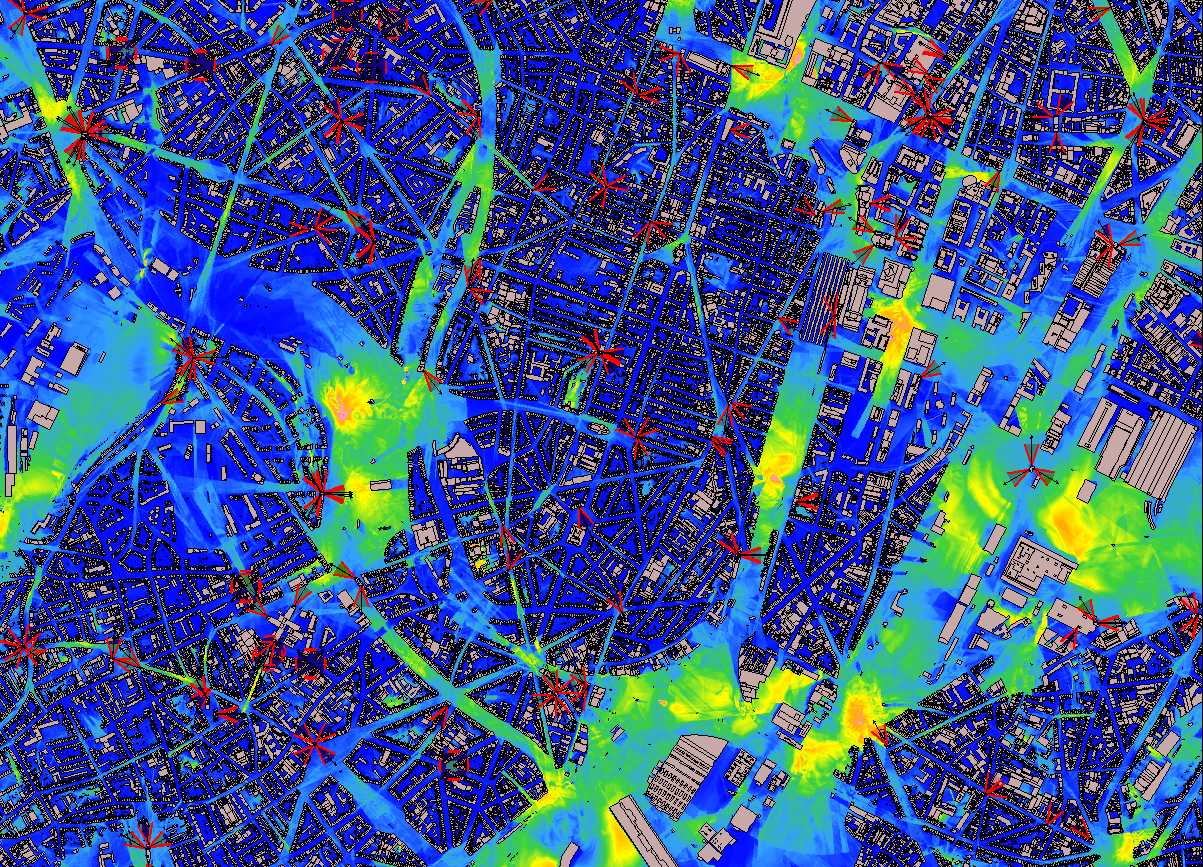
Exemple de rendu de simulation électromagnétique avec MithraREM

### Physique du rayonnement et principe de calcul.

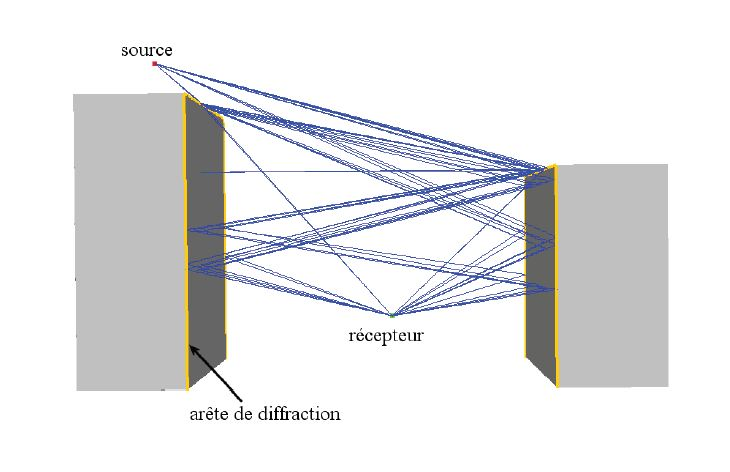
Exemple de trajectoire de rayons

Pour calculer le champ que l’on retrouvera en un point plusieurs méthodes de calculs existent.
La méthode la plus courante existant aujourd’hui dans les logiciels de simulation de champ électromagnétique en champ lointain est celle du lancer de rayons.
Les algorithmes de calcul géométriques définissent les trajets de toutes les ondes arrivant en un point de coordonnées définies.
Une fois que ces trajectoires sont définies, l’algorithme de calcul de champ définit quelle sera la contribution de chacun de ces trajets au point donné. Cette technique s'appuie sur les lois de propagation optique.
Les données intrinsèques des matériaux sont bien sur prises en compte. Leurs coefficients de réflexion, transmission, et diffraction sont utilisés pour quantifier l’intensité de champ électromagnétique apportée par chaque trajet.
Les calculs devenant rapidement complexes et consommateurs en ressources systèmes, un nombre limité d’interactions est donc défini. On parle couramment d’une limite de  trois réflexions entre immeubles pour une antenne relais classique.

## Simulation et construction

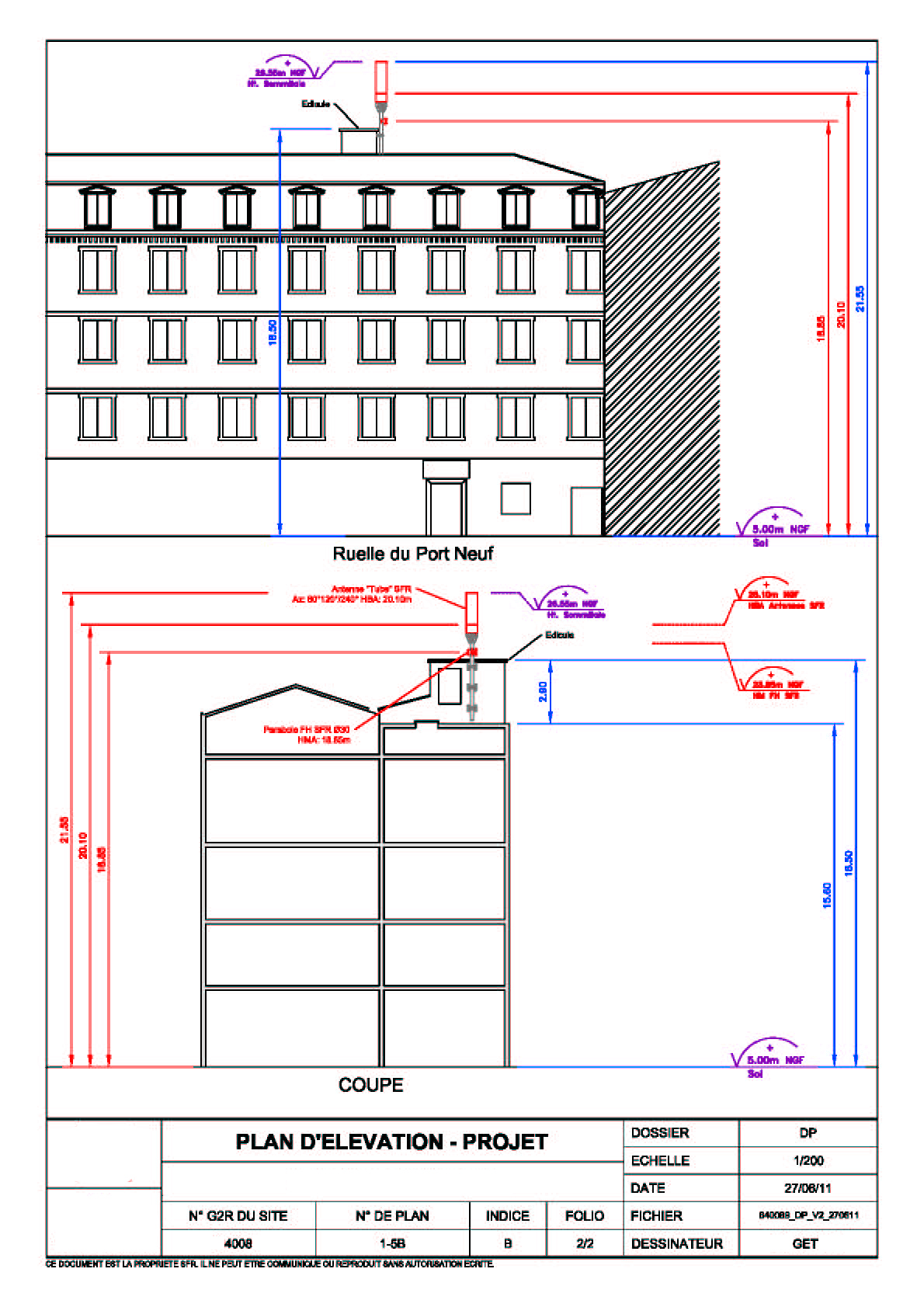
Plan de construction

La simulation de champ électromagnétique permet donc de mieux implanter les nouveaux émetteurs de radio communication, elle permet aussi d’optimiser les bâtiments en construction ou en rénovation par rapport à l’environnement électromagnétique déjà existant 
Elle permet en cela de satisfaire la cible 12 du label HQE des bâtiments à Haute qualité environnementale qui précise :
Cible 12. Qualité sanitaire des espaces
Maîtrise de l'exposition électromagnétique
- Identifier les sources internes "basse fréquence" (Énergies et Télécoms)
- Optimiser la mise en œuvre des sources internes "basse fréquence" (Énergies)
- Contenir le niveau du champ électromagnétique du projet dans des limites aussi faibles que possible (Télécoms)

Des bureaux d’étude spécialisés peuvent ainsi adapter les plans de la construction à son futur environnement électromagnétique. Il est donc aujourd’hui possible à l’aide de cet outil de construire ou de rénover une maison ou un immeuble à proximité d’antennes relais existantes ou de tout autre émetteur, en  diminuant l’exposition globale du bâtiment.
La répartition des ouvertures est un des facteurs importants, ainsi que le choix des matériaux utilisés.
De nombreux accessoires, en gros œuvres et second œuvre permettent aussi d’adapter le bâtiment à l’électrosmog ambiant.